# Clinopodium maderense
Clinopodium maderense là một loài thực vật có hoa trong họ Hoa môi. Loài này được (Henr.) Govaerts mô tả khoa học đầu tiên năm 1999.